# قنسطانطيوس الثاني

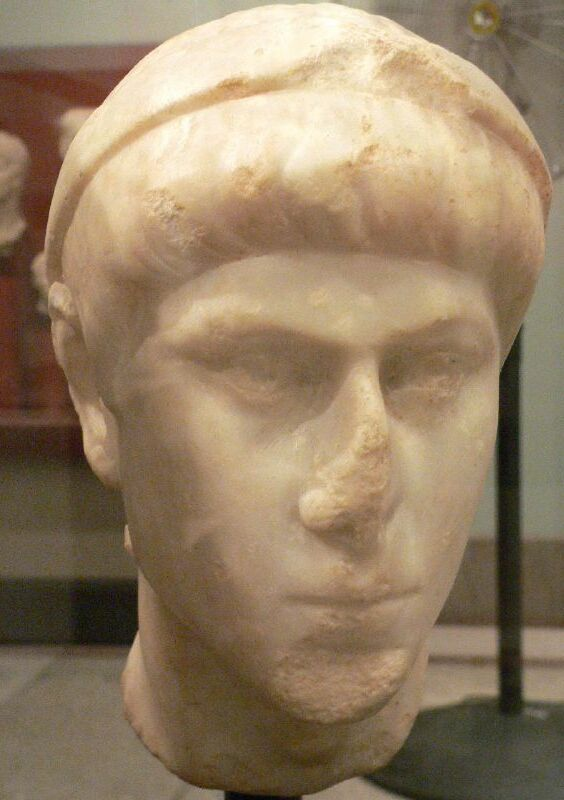
قنسطانطيوس الثاني

قنسطانطيوس الثاني (باللاتينية: Constantius II) (7 أغسطس 317 - 3 نوفمبر 361)، إمبراطور الأمبراطورية الرومانية والثاني من ثلاثة أبناء لقسطنطين الأول.
خلال عام 338 أنهمك يوسابيوس النيقوميدي في الانتقال من نيقوميديا إلى أسقفية القسطنطينية، لأن العاصمة كانت قد انتقلت رسميًا من نيقوميديا إلى القسطنطينية، وإذ نجح في ذلك تفرغ لمقاومة البابا أثناسيوس ففي نهاية 338 أقنع الإمبراطور قنسطانطيوس بعقد مجمع في إنطاكية، فيه يصدر قرارًا بعزل البابا، صدر الأمر وانطلق الرعاع إلى كنيسة ثيؤناس لقتله، فهرب البابا. تعرض الكهنة والرهبان مع الشعب حتى النساء إلى موجة مرة من العذابات بل وذُبح البعض وسُجن آخرون، وبعد أربعة أيام دخل غريغوريوس الكبادوكي كأسقف للمدينة يضطهد المؤمنين. لم يقف الرهبان مكتوفي الأيدي، فقد أرسل القديس أنبا أنطونيوس عدة رسائل منها إلى الأسقف الدخيل وبعض الضباط يؤنبهم عن تصرفاتهم، كما بعث القديس باخوميوس أفضل راهبين عنده هما زكاوس وتادرس ليسندا المؤمنين بالإسكندرية في غيبة البابا. سافر البابا أثناسيوس إلى روما ليلتقي بصديقه البابا يوليوس حيث كتب الأخير رسالة إلى يوسابيوس النيقوميدي وجماعته كطلب مجمع روما، في هذه الزيارة دخلت الرهبنة إلى الغرب، وتشبع الفكر اللاتيني بلاهوتيات أثناسيوس. اعتبر اتباع يوسابيوس رسالة يوليوس التي برأت البابا أثناسيوس إهانة لكرامتهم، فعقدوا مجمعًا بإنطاكية، وكتبوا له يتهكمون ويهددون لكن في شيء من الحذاقة. في سنة 342 التقى البابا أثناسيوس بإمبراطور الغرب قسطنس في ميلان وقد حاول اليوسابيون أن يصوروا لأخيه إمبراطور الشرق قسطنطيوس أنه تلاقى معه ليطلب عقد مجمع عام لأساقفة الشرق والغرب، وقد أكدّ البابا أنه لم يفعل ذلك، إنما كانت الفكرة لدى قسطانس قبل لقائه بالبابا.
فرض قنسطانطيوس الأريوسية على المناطق التي كان يحكمها.. أما بعد وفاة أخيه قسطنس عام 350م، فقد فرضها على جميع أنحاء الامبراطورية.. وسحق هذا الحاكم نشاط معارضيه ومقاوميه الأرثوذكسيين وانشغل بإحلال أساقفة أريوسيين بدلاً من الأساقفة الشرعيين في أهم مراكز الشرق وبعض جهات الغرب.

## الحرب ضد ماغننتيوس
باعتباره الابن الوحيد الباقي لقسطنطين العظيم، اعتقد قنسطانطيوس أن منصب الإمبراطور ملكه وحده، وقرر السير غربًا لمحاربة المغتصب ماغننتيوس. مع ذلك، شعر أن الشرق ما يزال بحاجة إلى وجود إمبراطوري، ولهذا رفّع ابن عمه قنسطانطيوس غالوس إلى مرتبة قيصر، ليحكم بذلك المقاطعات الشرقية. ولضمان ولاء ابن عمه، زوجه شقيقته الكبرى، قنسطنطينا.
قبل مواجهة ماغننتيوس، توصل قنسطانطيوس أولاً إلى اتفاق مع فيترانيو، وهو لواء مخلص في إيليريكوم لقبه جنوده بالإمبراطور آنذاك. أرسل فيترانيو على الفور رسائل إلى قنسطانطيوس تعهد فيها بولائه له. وببساطة، قبل قنسطانطيوس بذلك لمنع ماغننتيوس من الحصول على المزيد من الدعم. قد تكون هذه الأحداث مدفوعة بجهود قنسطنطينا، التي سافرت شرقًا للزواج من غالوس. أرسل قنسطانطيوس بعد ذلك الإكليل الإمبراطوري لفيترانيو واعترف بمنصب اللواء الجديد كأغسطس. ومع ذلك، عندما وصل قنسطانطيوس، استقال فيترانيو عن طيب خاطر من منصبه ليستقر في بيثينيا، موافقًا على عرض التقاعد الذي قدمه قنسطانطيوس له.
اشتبك قنسطانطيوس وجيشه الضخم مع ماغننتيوس في بانونيا في عام 351. كانت معركة مرسى الكبرى أحد أضخم المعارك الواقعة بين جيشين رومانيين وأكثرها دموية على الإطلاق. انتهت المعركة بانتصار قنسطانطيوس، لكنها كلفته الكثير. نجا ماغننتيوس من المعركة، وانسحب إلى شمال إيطاليا عازمًا على متابعة القتال. وبدلًا من ملاحقة خصمه، ركز قنسطانطيوس على تأمين حدود الدانوب، حيث أمضى الأشهر الأولى من عام 352 في حملته ضد السارماتيين على طول نهر الدانوب الأوسط. بعد تحقيق أهدافه، تقدم قنسطانطيوس للقضاء على ماغننتيوس في إيطاليا. دفع هذا الإجراء مدن إيطاليا إلى موالاته، وطرد حاميات ماغننتيوس المغتصب. أدى ذلك إلى هروب ماغننتيوس من جديد، وهذه المرة إلى جنوب بلاد الغال.
في عام 353، واجه قنسطانطيوس ماغننتيوس للمرة الأخيرة في معركة مونس سيليوكوس في جنوب بلاد الغال. خرج قنسطانطيوس من هذه المعركة منتصرًا مرةً أخرى. انتحر ماغننتيوس في 10 أغسطس 353، بعد إدراكه عبثية سعيه.